# Sandown (Nuevo Hampshire)
Sandown es un pueblo ubicado en el condado de Rockingham en el estado estadounidense de Nuevo Hampshire. En el Censo de 2010 tenía una población de 5.986 habitantes y una densidad poblacional de 160,09 personas por km².

## Geografía
Sandown se encuentra ubicado en las coordenadas 42°56′3″N 71°11′1″O / 42.93417, -71.18361. Según la Oficina del Censo de los Estados Unidos, Sandown tiene una superficie total de 37.39 km², de la cual 36.13 km² corresponden a tierra firme y (3.37%) 1.26 km² es agua.

## Demografía
Según el censo de 2010, había 5.986 personas residiendo en Sandown. La densidad de población era de 160,09 hab./km². De los 5.986 habitantes, Sandown estaba compuesto por el 97.69% blancos, el 0.3% eran afroamericanos, el 0.12% eran amerindios, el 0.3% eran asiáticos, el 0.02% eran isleños del Pacífico, el 0.55% eran de otras razas y el 1.02% pertenecían a dos o más razas. Del total de la población el 1.57% eran hispanos o latinos de cualquier raza.